# SSK 90
SSK 90 là một mẫu mũ bảo hiểm của lực lượng không quân Đức Quốc xã, mũ chỉ được sử dụng một khoảng thời gian ngắn trong chiến tranh thế giới thứ hai. Mẫu mũ được phát triển bởi công ty Siemens, phần lõi được tạo từ tấm thép xếp chồng lên nhau, phần bên ngoài được bọc bằng da dê, phần bên trong có lớp đệm bằng cao su mút và lớp lót vải. Một phần của mũ được làm nhô ra phía trước giúp việc đội và tháo mũ trở nên dễ dàng hơn, đồng thời tạo thêm một lớp bảo vệ trong trường hợp xảy ra sự cố. Mũ được thiết kế với các khe cắm, cho phép người dùng có thể gắn tai nghe. Ngoài ra, mũ còn có thể đội lên trên mũ bay vải có trang bị hệ thống radio.
Mũ bảo hiểm ra mắt vào ngày 8 tháng 5 năm 1941, nhưng nhanh chóng bị đánh giá là không phù hợp cho các hoạt động tại mặt trận. Chỉ sau 18 ngày (tức ngày 26 tháng 5), mũ không còn được đưa vào hoạt động. Tuy nhiên, một số mẫu vẫn tiếp tục được sử dụng, các phi công thường chọn các biến thể của mũ M35.

## Thiết kế

Đại bàng Luftwaffe

SSK 90 được cấu tạo bởi một lớp lõi thép ở bên trong, được bao phủ nhờ lớp đệm và da. Các tấm thép hợp kim chromium-nickel ở bên trong mũ được khóa chặt vào nhau, độ dày khoảng 1 milimet và hơi lồi, được khóa chặt và xếp chồng lên nhau tại các điểm nối. Thiết kế này nhằm bảo vệ người đội khỏi mảnh đạn và lực tác động từ súng máy hạng nhẹ. Ở bên ngoài, mũ được làm bằng da dê màu nâu đậm. Phần lớn lớp đệm lồi được thiết kế giúp việc đội và tháo diễn ra nhanh hơn, đồng thời cung cấp thêm một lớp đệm mềm để bảo vệ người dùng trong trường hợp xảy ra va chạm. Mặt dưới của mũ được lót bằng cao su xốp, bên trong có lớp vải cotton màu nâu. Mũ được thiết kế với một lỗ ở mỗi bên, cho phép người đội có thể sử dụng tai nghe của bộ radio mà không cần tháo mũ bay vải. Dây quai dạng bấm của mũ sử dụng các thành phần tương tự như mũ của lính dù Đức. Mũ có trọng lượng khoảng 1,9 kg.
Mẫu SSK 90 có nhiều điểm tương đồng với mẫu LKH W. Chỉ có một số chi tiết nhỏ tạo nên sự khác biệt: mũ LKH W có phần bảo vệ cổ được thiết kế theo dạng nghiêng, không đi kèm dây quai cằm và thường có hình đại bàng Luftwaffe được thêu lên mặt mũ.

## Lịch sử
Mẫu mũ được thiết kế bởi công ty Siemens, được Luffwaffe đưa vào biên chế ngày 8 tháng 5 năm 1941. Tuy nhiên theo báo cáo ngày 26 tháng 5 năm 1941, mẫu mũ này không đạt tiêu chuẩn để phục vụ tại tiền tuyến và đã được gửi trả về cho cơ quan hậu cần của Luftwaffe tại Berlin. Thay vì sử dụng mẫu mũ mới, các phi công thường sử dụng các mẫu biến thể của mũ M35: tạo ra những phần lồi ở hai bên mũ để đặt tai nghe. Một số chiếc vẫn tiếp tục được sử dụng sau khi mẫu này bị thu hồi.